# Nexus S
El Nexus S era un teléfono inteligente diseñado por Google y fabricado por Samsung. Fue anunciado por el CEO de Google Eric Schmidt el 15 de noviembre de 2010 en la Web 2.0 Summit y usa el sistema operativo Android 'Gingerbread'. El teléfono se empezó a comercializar el 16 de diciembre en los Estados Unidos y el 20 de diciembre en el Reino Unido. Es el primer dispositivo con Android en soportar NFC tanto a nivel de hardware como a nivel de software.
El teléfono tuvo un bug crítico que hacía que se reiniciase en llamadas de más de 3 minutos. Fue solventado por Google en la versión 2.3.1 de Android.

## Hardware

### Procesador
El Nexus S usa el procesador Samsung S5PC110. Este procesador combina una CPU basada en ARM Cortex A8 de 45 nanómetros a 1 Gigahercio con una GPU PowerVR SGX 540 . El núcleo de la CPU, con código en clave "Hummingbird", fue desarrollado conjuntamente entre Samsung e Intrinsity.  La GPU, diseñada por Imagination Technologies, soporta OpenGL ES 1.1/2.0 y es capaz de mover hasta 90 millones de triángulos por segundo.

### Memoria
El Nexus S tiene 512 MB de memoria dedicada (Mobile DDR) y 16 GB de memoria iNAND, particionada como 1 GB de almacenamiento interno y 15 GB de almacenamiento USB.

### Pantalla
El Nexus S usa una pantalla táctil de 4 pulgadas (101,6 mm) de cristal curvado, denominada por Google como "Contour Display".
Cuenta con una pantalla WVGA, esto le daba capacidad de funcionar a 800×480 pixeles (0.37 megapixels), además de utiliza tecnología Super AMOLED, con lo que se tiene una pantalla más brillante, con menor reflexión de la luz solar y menor consumo de energía. Cuenta con tecnología de subpíxeles PenTile fabricada por Samsung. En Europa las pantallas Superamoled se distribuyen como pantallas Super LCD.